# Гармонь (фільм)
«Гармо́нь» (рос. Гармонь) — радянський чорно-білий музичний комедійний фільм 1934 року, поставлений режисером Ігорем Савченко за однойменною поемою Олександра Жарова.

## Сюжет
Веселий гармоніст Тимофій Дудін обраний секретарем комсомольського осередку. Свою нову роботу він вважає несумісною з грою на гармонії. На селі не чути більше пісень і танців. Вечорами після роботи молодь нудьгує. Цим користуються куркулі. П'яна компанія куркулів і підкуркульників виспівує антирадянські пісні. Між комсомольцями і підкуркульниками виникає бійка. Дудіну стає зрозуміло, що він припустився великої помилки. Він береться за гармонію, і знову звучить дружня комсомольська пісня, заглушаючи сумовиті наспіви куркульні́.

## У ролях
| • Зоя Федорова                            | … | Марусенька  |
| • Петро Савін                             | … | Тимошка     |
| • Ігор Савченко                           | … | син куркуля |
| • Микола Ярочкін                          | … | Озорной     |
| • Микола Зирянов                          | … | смугастий   |
| • Петро Горєлов                           | … | танцюючий   |
| • В. Сатєєва, Катерина Юхова, Е. Пирогова | … | дівчата     |

## Знімальна група
- Автори сценарію — Олександр Жаров, Ігор Савченко (за поемою Олександра Жарова «Гармонь»)
- Режисер-постановник — Ігор Савченко
- Оператори — Юлій Фогельман, Євген Шнейдер
- Композитор — Сергій Потоцький
- Художник-постановник — Валентина Хмельова
- Звукооператор — Е. Деруп
- Консультант зі звуку — Д. Блок
- Хормейстер — М. Юхов
- Гармоніст — А. Кирюхін